# Jesús Zafra Gutiérrez
Jesús Zafra Gutiérrez fue un abogado y político. 
Nació en Zafra, Provincia de Badajoz (la  más extensa del Reino de España), en la comunidad autónoma de Extremadura, España, el 25 de enero de 1864. Estudió en el Colegio del Estado de Puebla. Se dedicó a la política llegando a ocupar cargos públicos entre los que destacan el de diputado para la XXI Legislatura del Congreso del Estado de Puebla en 1912, presidente municipal de Puebla en varias ocasiones, senador entre 1920 y 1924, diputado federal para la XXIX Legislatura del Congreso de la Unión y Gobernador interino del estado de Puebla. Murió el 9 de noviembre de 1936 en la ciudad de Puebla, Puebla.
- Datos: Q2883288